# Adieu Eri
Adieu Eri (さよなら絵梨, Sayonara Eri) est un manga écrit et illustré par Tatsuki Fujimoto. Il est sorti sur le site web Shōnen Jump+ en avril 2022.

## Synopsis
Yuta Ito reçoit un smartphone pour son anniversaire. Peu de temps après avoir ouvert son cadeau, sa mère en phase terminale lui confie la tâche de la filmer et de compiler un film sur au cas où elle mourrait. Après le décès de sa mère, Yuta présente le film dans son école, mais se heurte à de fortes moqueries causé par la dernière scène du film où il fuit un hôpital qui explose. Intimidé et ostracisé, Yuta décide de se suicider en sautant du toit de l'ancien l'hôpital de sa mère. Il est arrêté par une fille nommée Eri, qui révèle qu'elle aimait vraiment son film et lui demande d'en faire un autre. Les deux travaillent ensemble pour le réaliser, alternant entre la production et le marathon de divers films pour l'inspiration et l'apprentissage. Ils décident de faire du film un semi-documentaire sur eux-mêmes, mais avec divers éléments exagérés et fictifs, principalement l'idée qu'Eri est un vampire.
Yuta et Eri se rapprochent au fil du temps jusqu'à ce qu'Eri tombe inconsciente alors que les deux jouaient sur une plage. Eri se révèle également être en phase terminale comme la mère de Yuta. Yuta, déprimé et découragé, ne continue pas son film. Cependant, son père l'encourage à aller de l'avant, tout en révélant au lecteur que la mère de Yuta était en fait abusive envers son fils et son mari. Le film qu'elle a fait faire à Yuta était une tentative soit de capitaliser sur sa maladie si elle survivait, soit de la commémorer sous un jour positif si elle mourait.
Yuta et Eri terminent leur film, peu de temps avant le décès d'Eri. Yuta projette son nouveau film, qui est accueilli avec des éloges cette fois-ci. Yuta est plus tard confronté à l'un des amis d'Eri, et les deux admettent qu'Eri n'était pas la version idéalisée que Yuta a filmée et montée pour leur film, mais tous deux conviennent qu'ils préfèrent se souvenir de leur ami commun de cette façon.
Depuis, Yuta passe du temps entre sa vie normale et son obsession de recouper le film d'Eri. Des années plus tard, un Yuta adulte subit la perte de sa femme, de son enfant et de son père dans un accident de voiture. Perdant la volonté de vivre, Yuta avait décidé une fois de plus de tenter de se suicider dans la salle de projection où lui et Eri faisaient des marathons de films. En arrivant là-bas, Yuta découvre une Eri encore vivante et jeune. Eri révèle qu'elle est en fait véritablement un vampire qui subit à plusieurs reprises des pertes de mémoire causées par des cycles de mort cérébrale tout au long de sa vie éternelle. L'Eri de sa vie antérieure avait laissé des instructions spécifiques pour ses futures incarnations ainsi que le film qu'elle et Yuta avaient fait pour s'assurer qu'elle se souvienne toujours de lui pour toujours. Sa volonté de vivre restaurée, Yuta fait ses adieux à Eri et part nonchalamment alors que le bâtiment dans lequel se trouvait la salle de projection explose un peu comme à la fin de son film sur sa mère.

## Publication
Le 4 février 2022, Shihei Lin, rédacteur en chef de Shūeisha, a annoncé que Tatsuki Fujimoto écrirait un one-shot de 200 pages. Celui-ci est publié sur le site web Shōnen Jump+ le 11 avril 2022,. Le manga est ensuite publié en format tankōbon le 4 juillet 2022.
Viz Media et Manga Plus ont publié le manga en version anglophone en même temps que la sortie japonaise.
La série est acquise en France par Crunchyroll et une publication est sortie le 18 janvier 2023.

## Réception
Moins d'un jour après sa sortie, le manga a recueilli plus de 2,2 millions de vues sur le site Web Shōnen Jump +. Il est classé 2e dans la liste des meilleurs mangas pour lecteur masculins de Kono Manga ga Sugoi! de Takarajimasha en 2023. Il est également classé 6e dans la liste The Best Manga 2023 Kono Manga wo Yome! du magazine Freestyle. Il est nommé pour la 16e édition du Grand prix du manga de 2023.
Adi Tantimedh de Bleeding Cool a fait l'éloge de l'intrigue et des personnages, la qualifiant de l'une des meilleures bandes dessinées de 2022. Tyra de Animate Times (ja) a fait l'éloge de l'intrigue et des illustrations, notant en particulier sa division en panneaux et d'autres effets.